# Lill-Abborrtjärnen (Norsjö socken, Västerbotten)
Lill-Abborrtjärnen är en sjö i Norsjö kommun i Västerbotten och ingår i Skellefteälvens huvudavrinningsområde.